# Tekkihei, Tonda
Tekkihei, Tonda è un film del 1980 diretto da Keiichi Ozawa.

## Trama
Un giovane che lavora per una società di magazzini, ogni giorno va ad allenarsi in motocross. Avviene poi un incidente e qui comincia la sfida del ragazzo.